# 神戸三田インターチェンジ
神戸三田インターチェンジ（こうべさんだインターチェンジ）は、兵庫県神戸市北区にある中国自動車道のインターチェンジである。

## 概要
三田市との市境に隣接する。六甲北有料道路とのジャンクション機能をもち、同道路を介し神戸市中心部、阪神高速7号北神戸線で明石・姫路方面へ通じている。三田市および神戸市北区での大規模なニュータウン開発に伴い1988年（昭和63年）に設置された。仮称は北神北摂インターチェンジだった。神戸市内ではあるが中央区中心市街地からは近くはないので、「神戸市北区長尾町」といった案内看板も設置されている。供用当初より神戸JCTの設置計画があったため、IC番号は当初より5-2である。
山陽自動車道へは当ICから一旦大阪方面に向かい、神戸JCT経由で入ることも可能であるが、六甲北有料道路から、山陽自動車道神戸北インターチェンジに乗り継ぐほうが走行距離も短く、インター入り口手前の看板表示も後者を促している。

## 接続する道路

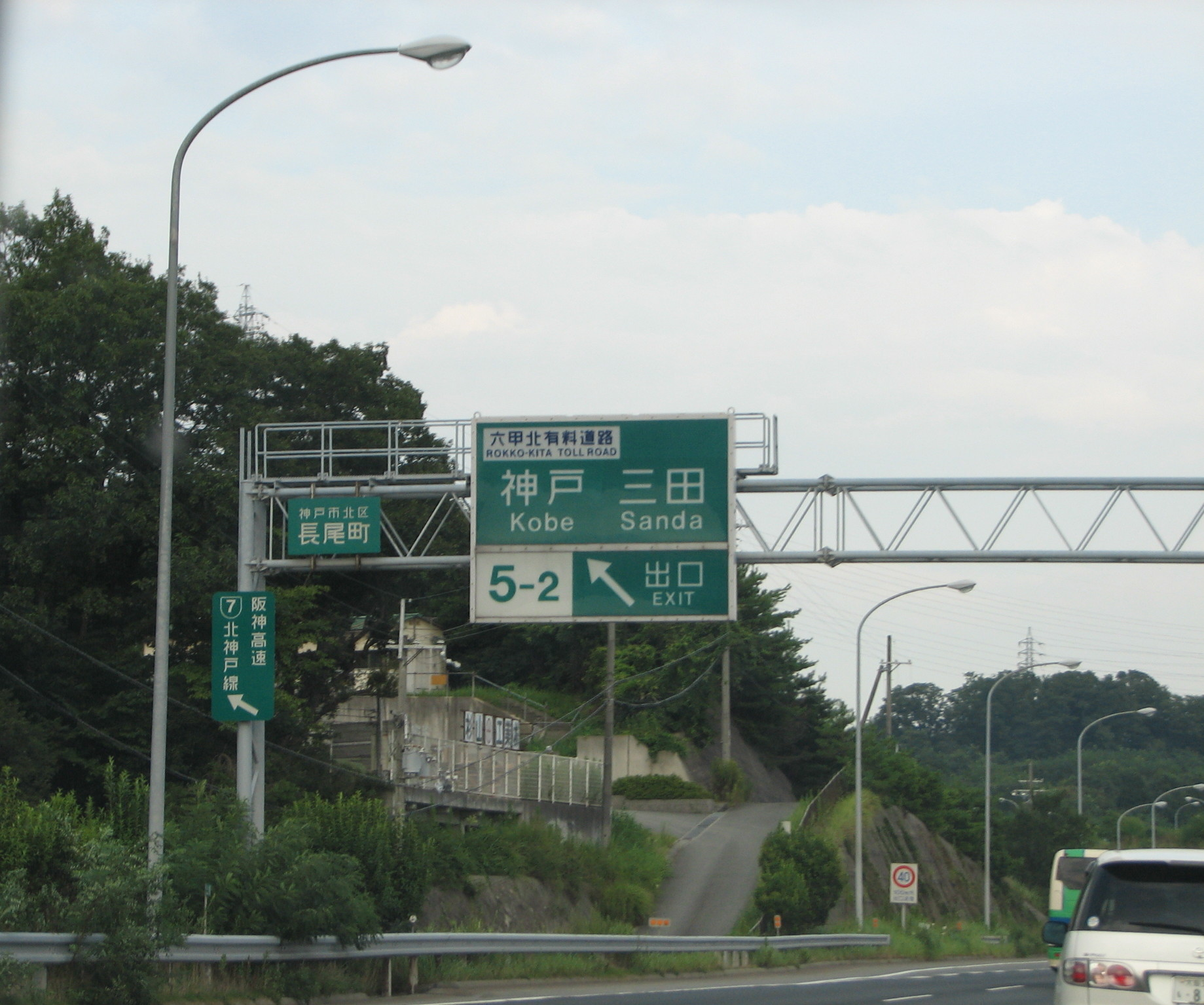
案内板

- E2A 中国自動車道（5-2番）
- 六甲北有料道路（兵庫県道95号灘三田線の一部）

## 料金所
- ブース数：5

### 入口
- ブース数：2
  - ETC専用：1
  - 一般・ETC：1

### 出口
- ブース数：3
  - ETC専用：1
  - ETC・一般：1
  - 一般：1

## 周辺
- 吟湯　湯治聚落（日帰り温泉）
- 兵庫県立人と自然の博物館
- 神戸三田国際公園都市
- イオンモール神戸北
- 神戸三田プレミアム・アウトレット
- めんたいパーク神戸三田
- フラワータウン
- ウッディタウン

## 隣
E2A 中国自動車道
(5) 西宮北IC - (5-1) 神戸JCT - (5-2)神戸三田IC - 赤松PA - (6)吉川JCT - (7)吉川IC
六甲北有料道路
(10)神戸三田IC - (09)長尾ランプ